# Olesja Jurjewna Fokina

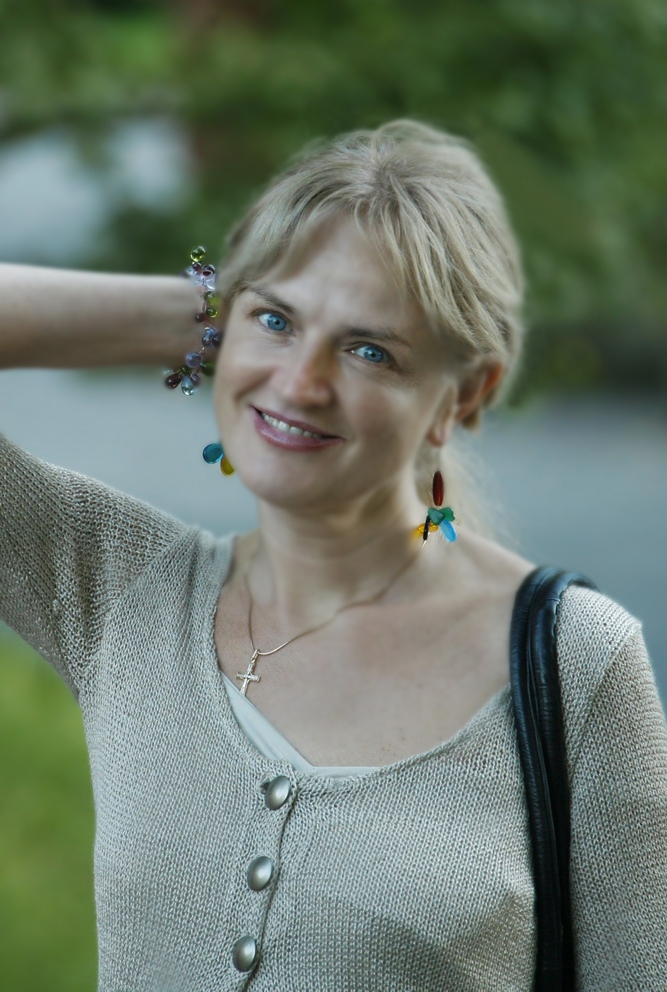
Olesja Jurjewna Fokina, 2008

Olesja Jurjewna Fokina (russisch Олеся Юрьевна Фокина; * 9. Mai 1954 in Moskau) ist eine sowjetische bzw. russische Journalistin, Filmregisseurin und Hochschullehrerin.

## Leben
Fokina, Tochter des Rundfunkjournalisten Juri Fokin, studierte an der Lomonossow-Universität Moskau (MGU) in der Journalistik-Fakultät mit Abschluss 1976. Darauf arbeitete sie in der Jugend-Redaktion  des Zentralen Fernsehens der UdSSR.
Von 1987 bis 1991 studierte Fokina in den Höheren Kursen für Drehbuchautoren und  Regisseure im Studio bei Leonid Gurewitsch und Boris Galanter und hörte Vorlesungen bei Merab Mamardaschwili und Paola Wolkowa.
Fokinas erster Film war Poswjaschtschenikje (Widmung) (1990) über engste Freunde der Familie und den Künstler Anatoli Efros. Ihr bedeutendstes Projekt wurde die Dokumentarfilm-Reihe Tschelowek na wse wremena (Der Mensch für alle Zeiten), das sie 1993 begann. Mit ihrer Albert Schweitzer gewidmeten Dokumentarfilm-Reihe schuf sie Filmporträts von Alexander Solschenizyn, Tonino Guerra, Boris Pasternak, Merab Mamardaschwili, Juri Norstein, dem Neurochirurgen Alexander Konowalow und anderen Humanisten.
Weit bekannt wurde Fokina durch die dreiteilige Dokumentarfilmserie Isbrannik (Der Auserwählte) (1998) über Alexander Solschenizyn.
Das Filmstudio KOD-Film+ gründete Fokina 1998 und ist dessen Direktorin und Generalproducerin. Von 2005 bis 2008 leitete sie das Dokumentarfilm-Kreativstudio am Lehrstuhl für Fernsehen der Journalistik-Fakultät der MGU. Seit 2017 leitet sie das Dokumentarfilm-Kreativstudio der Fernseh-Hochschule der MGU. Sie gewann Preise auf internationalen und russischen Filmfestivals und ist Mitglied des Verbands der Kinematographisten Russlands und der Akademie der Kinematographischen Wissenschaften und Künste.